# 陰陽町
陰陽町（いんようちょう）は、奈良県奈良市の中央部、市街地の中央部に位置する地区である。郵便番号は630-8361。

## 地理
市の中央部。市街地の中央部。東は高御門町、南・西は南城戸町、北は脇戸町に接する。東西の道路を中心にした住宅地域。

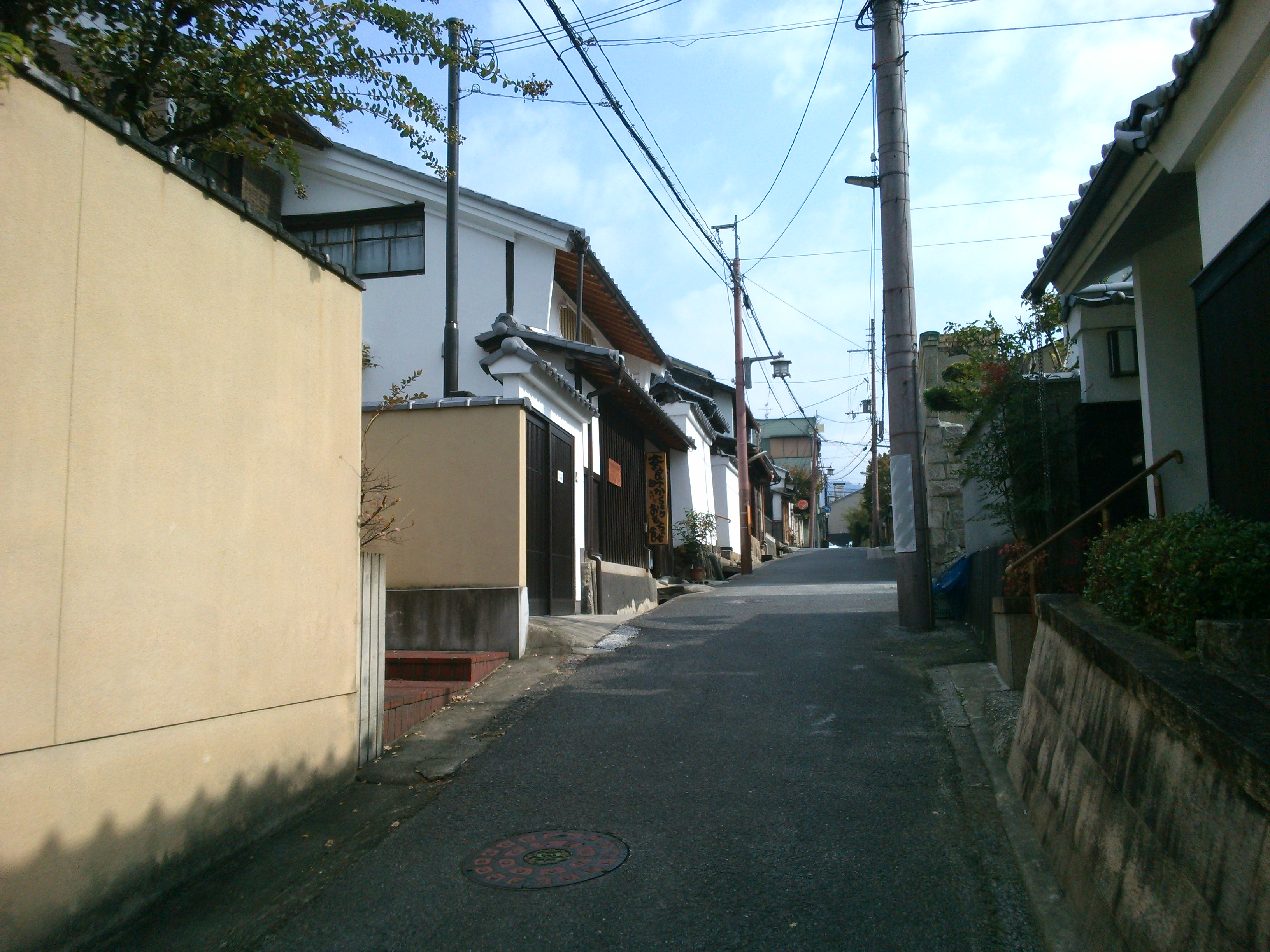
陰陽町の町並み

### 地名の由来
時を司り、暦を作っていた陰陽師たちが住んでいたところからつけられた。

## 歴史
庶民が最初に手にした暦といわれる奈良暦(南都暦)が作られていた。
町内にある鎮宅霊符神社は陰陽師の神と仰がれる天御中主神(あめのみなかぬしのかみ)を祀っている。

## 沿革
江戸期は奈良町の南部に位置しており、南方触口支配に属していた。高御門町の西、南城戸町の東にあたり、この両町を結ぶ東西通りの坂道にある地区。「奈良坊目拙解」によると、この通りは元興寺西大門(高御門)門前通りという。これはもとの四条大路にあたるという。「平城坊目考」によると、天正年地子帳に陰陽町の名が載っていないので、天正以降にこのような町並みとなったと考えられる。

## 施設

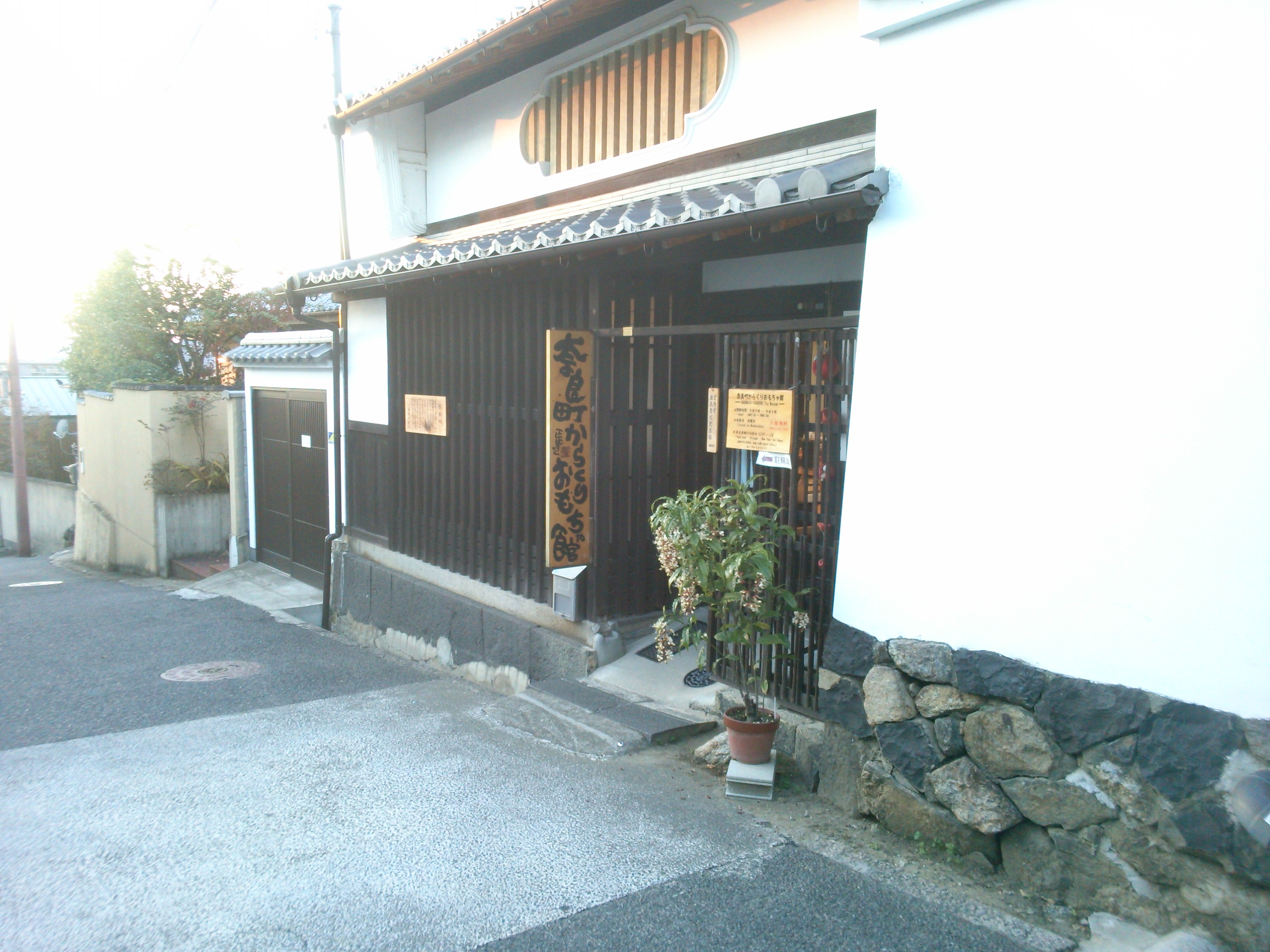
奈良町からくりおもちゃ館

- 観光
  - 奈良町からくりおもちゃ館奈良町からくりおもちゃ館

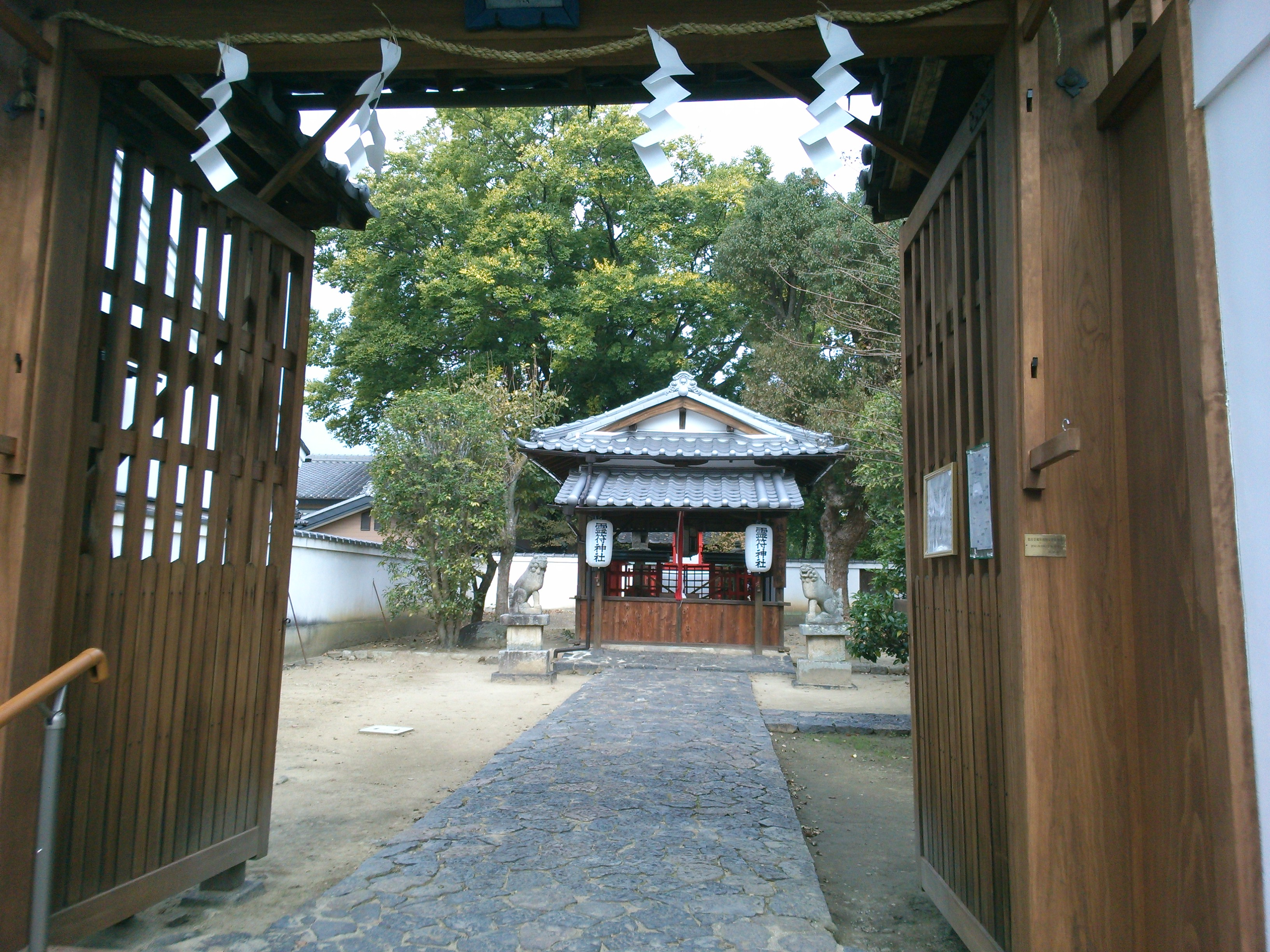
鎮宅霊符神社

- 寺社
  - 鎮宅霊符神社鎮宅霊符神社

## 小・中学校の学区
奈良市立済美小学校、および奈良市立春日中学校の学区に属する。 